# Joachim Bouvet
Joachim Bouvet (Le Mans 1656 - Pequín 1730) jesuïta missioner francès que va desenvolupar una important tasca com a científic a la Xina durant el regnat de l'emperador Kangxi a principis de la dinastia Qing.

## Biografia
Joachim Bouvet va néixer el 18 de juliol de 1656 a Le Mans -França-. Fill de René Bouvet i de M. de la Briere, va tenir dues germanes i dos germans. Va ingressar a la Companyia de Jesús el 9 d'octubre de 1673 i va estudiar retòrica, filosofia,matemàtiques i física a l'Escola Henri IV de La Flèche. A partir de 1680 va començar com a professor a Quimper i després a l'escola "Sainte-Marie" a Bourges.
Va ser ordenat a principis de 1685 i els vots definitus els va professar a Pequín el 2 de febrer de 1692.
El 3 de març de 1685 van sortir del port de Brest per anar fins a Macau. Van arribar a Ningbo el 23 de juliol de 1687 i a Pequín el 1668.
A la Xina va utilitzar el nom de 白晋 Bai Jiin, o el nom de cortesia 明远 Ming Yuan.
Va morir a Pequín el 28 de juny de 1730.

### El primer viatge a la Xina: Els matemàtics del rei
El rei francès Lluís XIV, el seu ministre Jean-Baptiste Colbert i el seu successor François Michel Le Tellier, marquès de Louvois, van preparar el projecte d'una missió científica, religiosa i diplomàtica amb l'objectiu d'establir relacions comercials i polítiques amb Xina. En aquest procés també hi va intervenir la demanda del jesuïta flamenc Ferdinand Verbiest, que mitjançant una carta dirigida als seus superiors i la participació confessor del rei, el Pare Lachaise, va demanar més recursos materials i humans per a la missió a la Xina.
Joachim Bouvet va integrar-se a un equip format per cinc jesuïtes matemàtics (Jean de Fontaney, Jean-François Gerbillon, Louis Le Comte i Claude de Visdelou). Com a objectiu inicial tenien el mandat d'evitar la tutela dels jesuïtes portuguesos, que tenien el monopoli d'actuació a l'Àsia ("padroado") com a resultat del Tractat de Tordesillas de 1494 i poder desenvolupar la seva tasca sense interferències [3] .
El 3 de març de 1685 van sortir del port de Brest per anar fins a Macau. Van arribar a Ningbo el 23 de juliol de 1687 i a Pequín el 1668[1] A Pequín van ser rebuts per l'emperador Kangxi el 7 de febrer i el 21 de març.
Va sortir cap a França on va arribar l'1 de març de 1697, sent portador de quaranta volums en llengua xinesa, obsequi de l'emperador al rei francès i s'esforçà per aparèixer com un especialista en temes de la Xina, amb aportacions de les seves publicacions "L'estat actual de la Xina en xifres" i "Retrat històric de l'emperador de la Xina" on descriu la personalitat de l'emperador, la cort imperial i les relacions entre els missioners francesos i els lletrats xinesos.
Durant la seva estada en territori francès va tenir una important relació epistolar amb Gottfried Wilhem Leibniz, a qui va felicitar per la seva obra "Novissima Sinica".

### El segon viatge
El 1698 va tornar a la Xina acompanyat per un grup de set jesuïtes experts en matemàtiques i altres matèries, Charles Dolze, Dominique Parrenin, Louis Pernon, Jean-Charles-Etienn de Broissia, Joseph-Henri de Premare, Jean-Baptiste Régis i Philibert Geneix.
En aquesta etapa va fer de professor del fill de l'emperador Kangxi, el príncep Yinreng.

### La relació amb l'emperador Kangxi
En 1669, l'Emperador Kangxi va decidir aprendre l'astronomia occidental a causa dels conflictes entre els sistemes d'astronomia i calendari xinesos i occidentals. Primer va tenir com a professor el missioner flamenc Verbiest (1623-1688) i després a Gerbillon i Bouvet.
Bouvet com Gerbillon va aprendre el xinès i el manxú, el que els va permetre guanyar-se ben aviat la confiança de l'emperador -molt interessat per la ciència europea- a qui van ensenyar geometria i àlgebra, introduint els mètodes moderns dels jesuïta Ignace-Gaston Pardies, i també en temes de cartografia i medicina. A principis de 1690 Bouvet, amb Gerbillon i amb l'ajut de l'emperador, van escriure en manxú un tractar sobre la digestió dels aliments.
El 1693, l'emperador afectat d'una greu malaltia i molta febre no va trobar remei en la medicina tradicional xinesa. Bouvet i Gerbillon li van administrar "quinquina" (cinchona officialis), que Fontaney i Visdelou havien portat a la Cort. El medicament va produir efectes immediats i l'emperador com a mostra de gratitud els va obsequiar amb una casa i uns terrenys, on posteriorment si va construir l'Església de Beitang, o Església del Salvador a Pequín, inaugurada el 9 de desembre de 1703. Tot plegat ho explica amb molt detall Jean de Fontaney en una carta dirigida al Pare Lachaise (de La Chaise en l'original) datada el 15 de febrer de 1703.

### L'activitat religiosa
El progrés del cristianisme a la cort imperial està estretament relacionat amb les habilitats científiques dels missioners. Primer, quan van arribar al port de Ningbo el 1687, els jesuïtes francesos es van trobar incapaços de continuar el seu viatge a Pequín a causa de la negativa de l'administració local. No obstant això, gràcies a les seves qualitats científiques, i avalats davant de l'emperador pel jesuïta Verbiest van guanyar una convocatòria imperial a Pequín.
Bouvet va ser un dels pioners del "figurisme" que en el cas de la Xina va ser un dels elements de la "controvèrsia del ritu" al voler establir un cert paral·lelisme entre els textos confucians i el bíblics.